# Дмитрий Назимов
Дмитрий Павлович Назимов 3-ти (на руски: Дмитрий Павлович Назимов) е руски офицер, прапоршчик в Лейбгвардейски Драгунски полк, участник в Руско-турската война (1877 – 1878) и битката при Правец.

## Биография
Дмитрий Назимов е роден през 1856 г. в семейство на руски офицер. Той е най-малкият от общо седем деца в семейството. Произхожда от дворянския род Назимови от Псковската губерния на Руската империя. Завършва Николаевското гвардейско кавалерийски училище заедно с приятеля си Михаил Данилевски. Двамата започват военната си служба в Лейбгвардейски Драгунски полк.

#### Участие в Руско – турската война
По време на Руско-турската война (1877 – 1878) участва с драгунския полк в битката при Телиш, освобождението на Враца и рекогносцировката при Новачене. При отстъплението си от село Новачене драгуните са преследвани от числено превъзхождащи ги черкези. Отстъплението им е забавено бягащите с тях българите. Врагът ги настига и се завързва бой за двете руски оръдия. Защитниците на оръдията прапорщиците Михаил Данилевский, Николай Велинский и Дмитрий Назимов, заедно с войниците, са обкръжени и убити. За да вземат телата на своите офицери, подчинените им са принудени да хвърлят първо едното, а по-късно и другото оръдие в пропастта. Убитите са донесени във Враца и тържествено погребани в женското отделение на църквата „Свето Възнесение Господне“. С времето мястото на погребението е забравено.

## Гроб
През 1927 г. е предприет ремонт на църквата и е разкрита гробницата на офицерите. Под 50 – 60 см. пръст е достигнато до тавана на гробницата, построен от обикновени плочи, замазани с варов разтвор. Под плочите са открити 3 отделения с обща дължина 2 м и ширина 2,50 м. Два от саркофазите съдържат костите на прапорщиците Михаил Данилевский и Николай Велинский, като лицевите им кости са на прах. Вътре са открити малки иконки и металически венчета. Над гроба на прапорщик Михаил Данилевский е поставена иконка на Свети свети Архангели Михаил и Гаврил, а над този на прапорщик Николай Велинский – иконка на Свети Николай. Третият саркофаг, съдържащ костите на прапорщик Дмитрий Назимов е празен. Оказва се, че няколко години след Освобождението на България тук идва неговата майка, която прибира костите и го погребва в семейната дворянска гробница на Новгородска земя. При идването си съобщава, че от четиримата ѝ сина, участвали във войната, не се е завърнал нито един. За нея се оказва голямо щастие да прибере останките на поне единия от тях, като за останалите не знаела нито къде дали са загинали, нито къде са погребани. Изразява желание да посети мястото на сражението при село Новачене, но не успява.
По същото време от Русия е изпратена чугунена плоча с надпис на руски с печатни букви: „Здесь погребань прапорщики Лейб-гварди Драгунского Полка Михаиль Виктороьхь Данилевски и Николай Владимировичь Велински убитье Турками в войне за Освобождене Болгари, в 1877 году 10 ноявря, при селени Новачене“. За гробът е изпратен и един фино изработен чугунен кръст с ангел с размери 1.50 х 0.85 метра.
Роднините на загиналите даряват на църквата красиви свещенически одежди, Евангелие със сребърен обков и три покрова от плътна материя със златни и сребърни нишки. Най-ценният църковен подарък е икона на Дева Мария с Младенеца, изработена от злато и емайл, покрита обилно със скъпоценни камъни.
През 1927 г. след приключването на ремонтите през в църквата, оцелелите кости са събрани, измити и поставени в две цинкови кутии. До самата северозападна стена на черквата е направена малка ниша за кутиите, а отгоре е поставена бетонна плоча.
През 1978 г., по повод 100-годишнината от Освобождението, се взема решение тленните останки на останалите двама прапоршчици да бъдат преместени в каменни саркофази на хълма Калето. Реализирането на тази идея отнема няколко години. Утвърждава се традицията, в чест на Освобождението, да се поднасят венци на „Вестителя“ и на паметните плочи на двамата прапоршчици.

## Галерия
- Прапоршчик Дмитрий Павлович Назимов
- Паметникът в мемориалния парк в Новачене
- Карта на турските позиции при Новачене
- Саркофазите в местността "Калето"

## Семейство
- баща Павел Иванович Назимов
- майка Анна Ивановна Назимова
- брат Николай Павлович Назимов (р. 1840)
- брат Юрий Павлович Назимов (р. 1841)
- сестра Елисавета Павловна Назимова (р. 1842)
- сестра Варвара Павловна Назимова (р. 1845)
- сестра Мария Павловна Назимова (р. 1846)
- брат Петър Павлович Назимов (р. 1847)[4]